# لغات أوقيانوسيا
تنقسم اللغات المحلية في أوقيانوسيا إلى ثلاث مجموعات جغرافية أساسية:
- عائلة اللغات الأسترونيزية الكبيرة، مع لغات مثل اللغة الملايوية (اللغة الإندونيسية)، واللغة التاغالوغية (الفلبينية)، ولغات ملايو-بولينيزية مثل اللغة الماورية واللغة الهاوائية.
- اللغات الأصلية الأسترالية المختلفة، بما في ذلك عائلة باما نيونغان الكبيرة.
- لغات بابوا المختلفة في غينيا الجديدة والجزر المجاورة، بما في ذلك عائلةلغات ترانس غينيا الجديدة الكبيرة.